# Ostorhinchus
Genre
Ostorhinchus est un genre de poissons de la famille des Apogonidae.

## Description

### Diagnose
Ce genre présente des mâchoires osseuses très avancées tenant lieu de véritables dents et deux nageoires dorsales.

## Systématique
Le genre Ostorhinchus a été créé en 1802 par le zoologiste français Bernard-Germain de Lacépède (1756-1825) avec pour espèce type Ostorhinchus fleurieu par désignation subséquente.

## Liste des espèces
Selon World Register of Marine Species (15 avril 2017) :
- Ostorhinchus angustatus (Smith & Radcliffe, 1911)
- Ostorhinchus aphanes Fraser, 2012
- Ostorhinchus apogonoides (Bleeker, 1856)
- Ostorhinchus aroubiensis (Hombron & Jacquinot, 1853)
- Ostorhinchus atrogaster (Smith & Radcliffe, 1912)
- Ostorhinchus aureus (Lacepède, 1802)
- Ostorhinchus cavitensis (Jordan & Seale, 1907)
- Ostorhinchus chrysopomus (Bleeker, 1854)
- Ostorhinchus chrysotaenia (Bleeker, 1851)
- Ostorhinchus cladophilos (Allen & Randall, 2002)
- Ostorhinchus compressus (Smith & Radcliffe, 1911)
- Ostorhinchus cookii (MacLeay, 1881)
- Ostorhinchus cyanosoma (Bleeker, 1853)
- Ostorhinchus dispar (Fraser & Randall, 1976)
- Ostorhinchus endekataenia (Bleeker, 1852)
- Ostorhinchus fasciatus (White, 1790)
- Ostorhinchus flagelliferus (Smith, 1961)
- Ostorhinchus fleurieu Lacepède, 1802
- Ostorhinchus franssedai (Allen, Kuiter & Randall, 1994)
- Ostorhinchus griffini (Seale, 1910)
- Ostorhinchus gularis (Fraser & Lachner, 1984)
- Ostorhinchus hartzfeldii (Bleeker, 1852)
- Ostorhinchus hoevenii (Bleeker, 1854)
- Ostorhinchus holotaenia (Regan, 1905)
- Ostorhinchus jenkinsi (Evermann & Seale, 1907)
- Ostorhinchus kiensis (Jordan & Snyder, 1901)
- Ostorhinchus komodoensis (Allen, 1998)
- Ostorhinchus lateralis (Valenciennes, 1832)
- Ostorhinchus leptofasciatus (Allen, 2001)
- Ostorhinchus lineomaculatus (Allen & Randall, 2002)
- Ostorhinchus luteus (Randall & Kulbicki, 1998)
- Ostorhinchus maculiferus (Garrett, 1864)
- Ostorhinchus margaritophorus (Bleeker, 1855)
- Ostorhinchus melanoproctus (Fraser & Randall, 1976)
- Ostorhinchus microspilos (Allen & Randall, 2002)
- Ostorhinchus moluccensis (Valenciennes, 1832)
- Ostorhinchus monospilus (Fraser, Randall & Allen, 2002)
- Ostorhinchus multilineatus (Bleeker, 1874)
- Ostorhinchus nanus (Allen, Kuiter & Randall, 1994)
- Ostorhinchus neotes (Allen, Kuiter & Randall, 1994)
- Ostorhinchus nigrocincta (Smith & Radcliffe, 1912)
- Ostorhinchus nigrofasciatus (Lachner, 1953)
- Ostorhinchus novemfasciatus (Cuvier, 1828)
- Ostorhinchus ocellicaudus (Allen, Kuiter & Randall, 1994)
- Ostorhinchus oxygrammus (Allen, 2001)
- Ostorhinchus parvulus (Smith & Radcliffe, 1912)
- Ostorhinchus pleuron (Fraser, 2005)
- Ostorhinchus properuptus (Whitley, 1964)
- Ostorhinchus rubrimacula (Randall & Kulbicki, 1998)
- Ostorhinchus rueppellii (Günther, 1859)
- Ostorhinchus schlegeli (Bleeker, 1855)
- Ostorhinchus sealei (Fowler, 1918)
- Ostorhinchus selas (Randall & Hayashi, 1990)
- Ostorhinchus taeniophorus (Regan, 1908)
- Ostorhinchus talboti (Smith, 1961)
- Ostorhinchus thermalis (Cuvier, 1829)
- Ostorhinchus tricinctus Allen & Erdmann, 2012
- Ostorhinchus urostigma (Bleeker, 1874)
- Ostorhinchus wassinki (Bleeker, 1861)

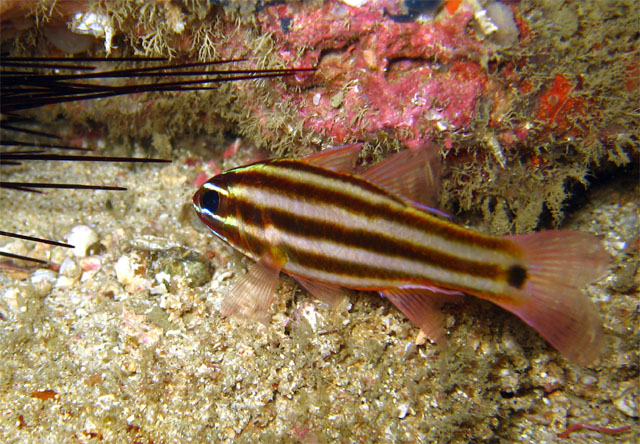
Ostorhinchus angustatus
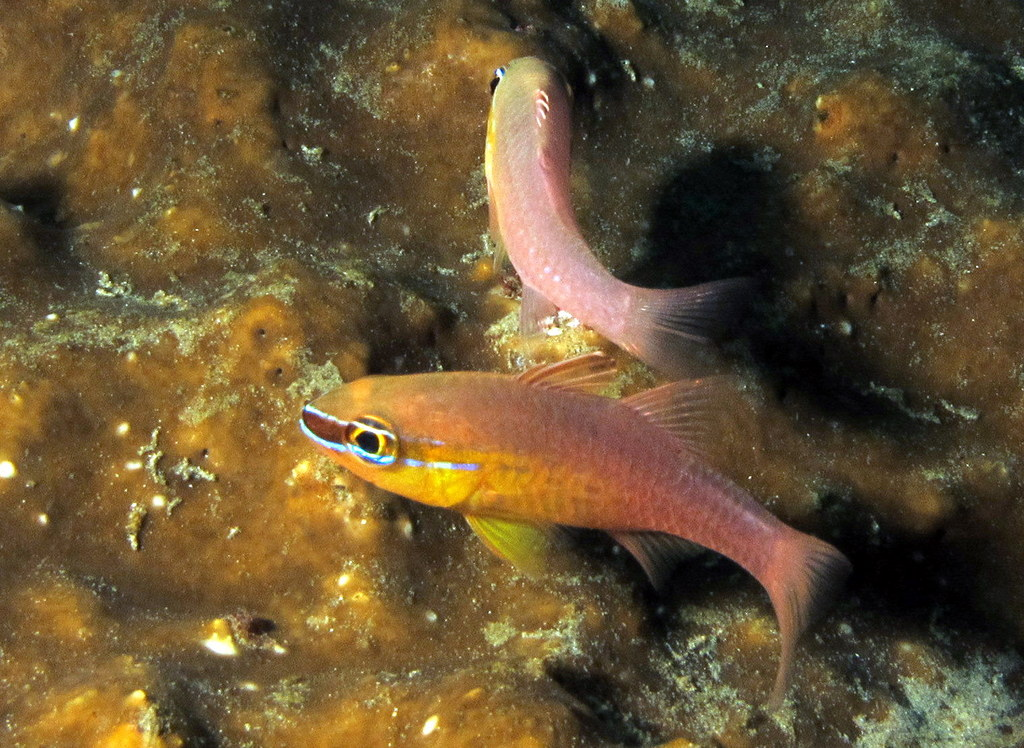
Ostorhinchus apogonides
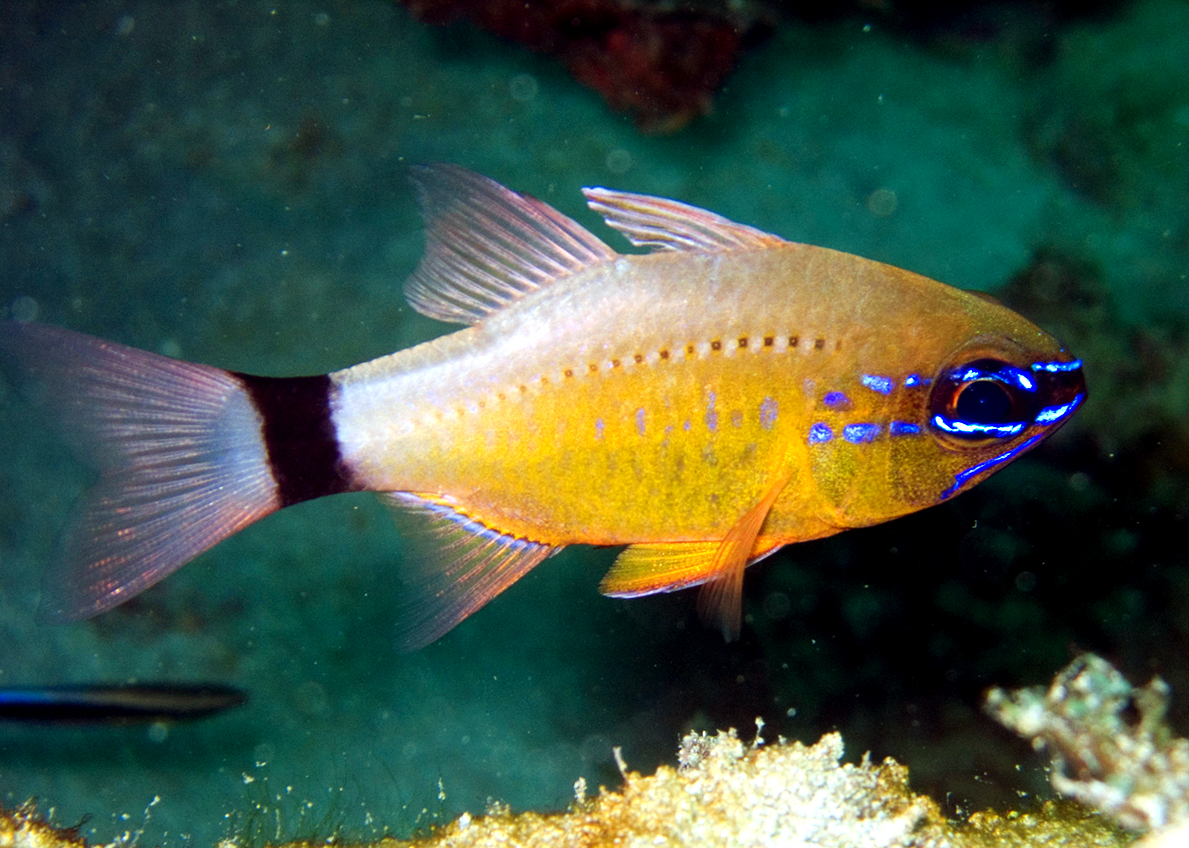
Ostorhinchus aureus
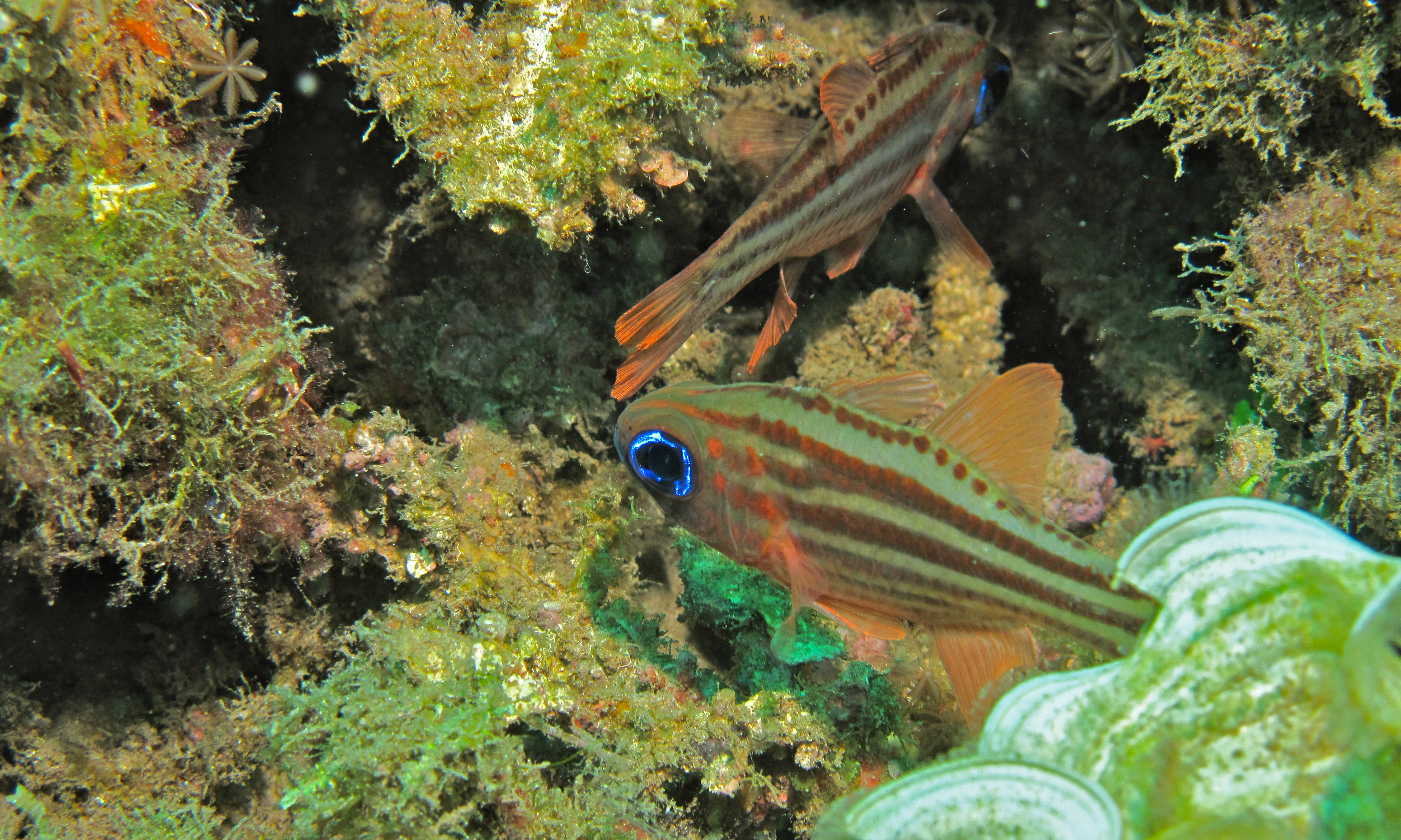
Ostorhinchus compressus
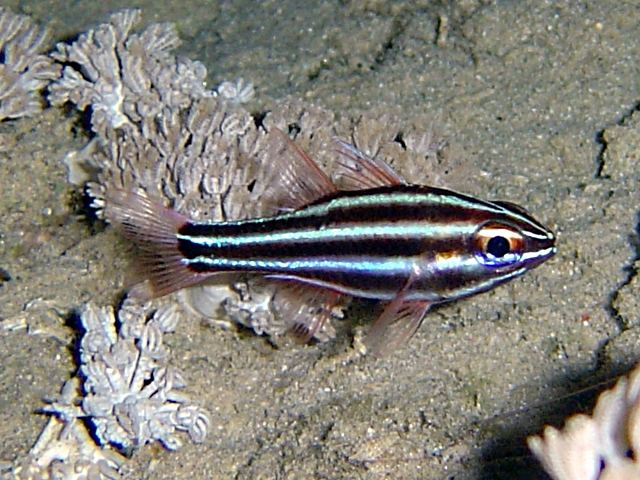
Ostorhinchus cookii
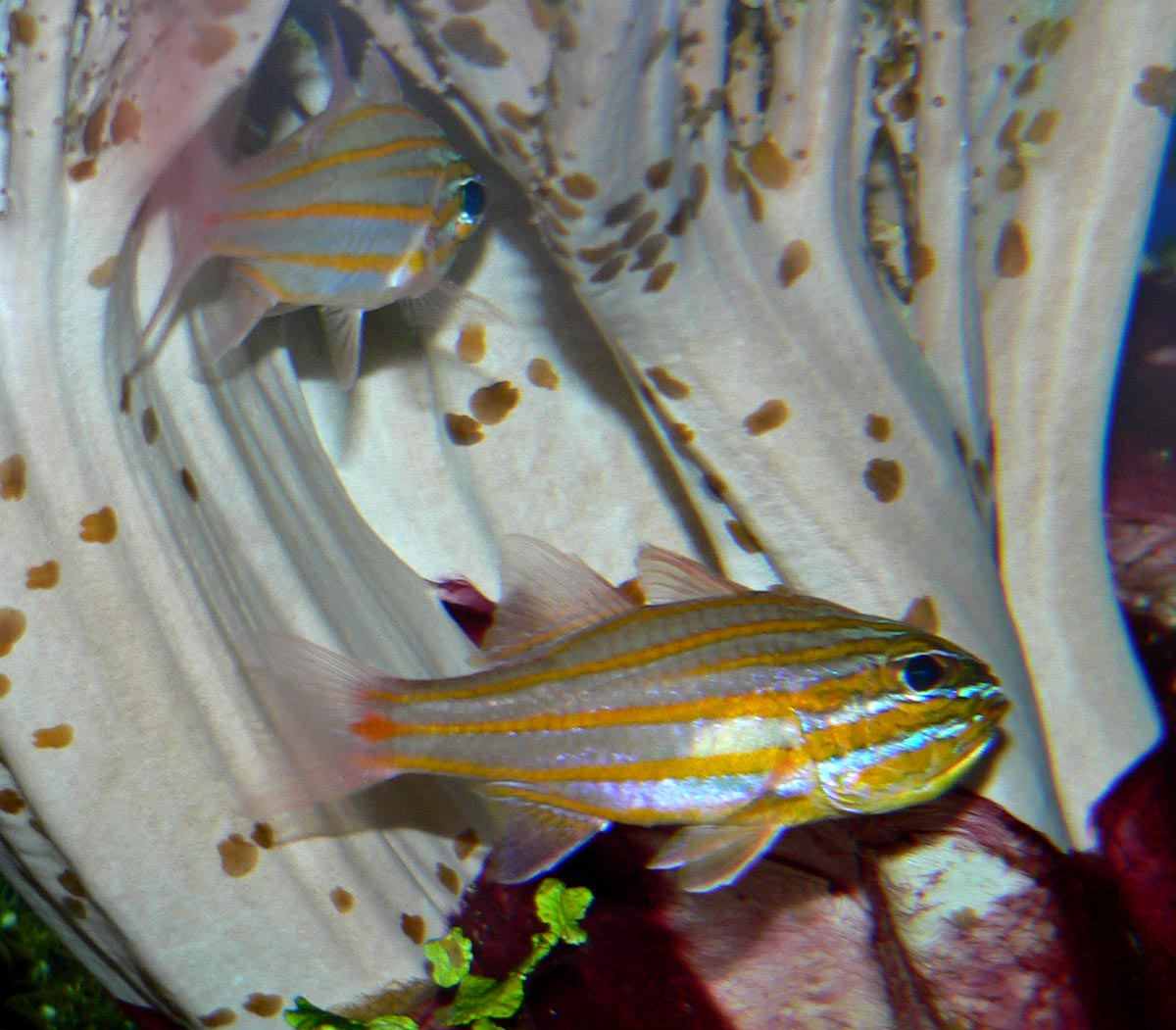
Ostorhinchus cyanosoma
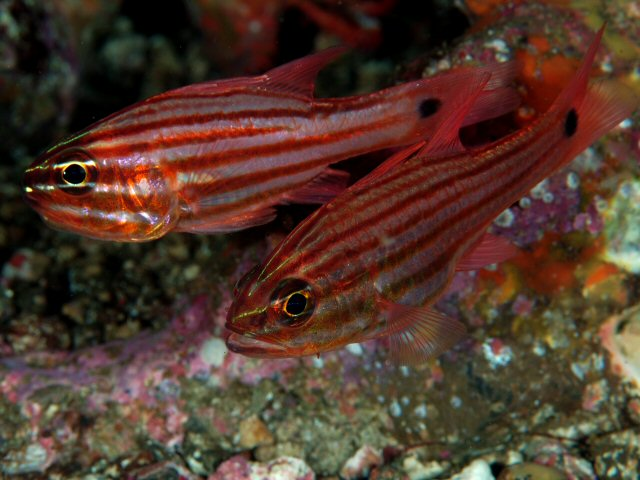
Ostorhinchus endekataenia
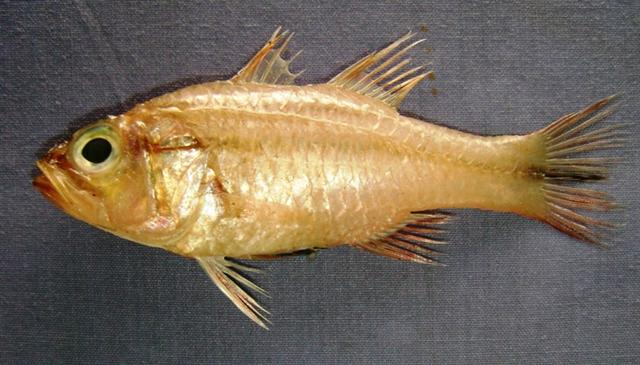
Ostorhinchus fasciatus
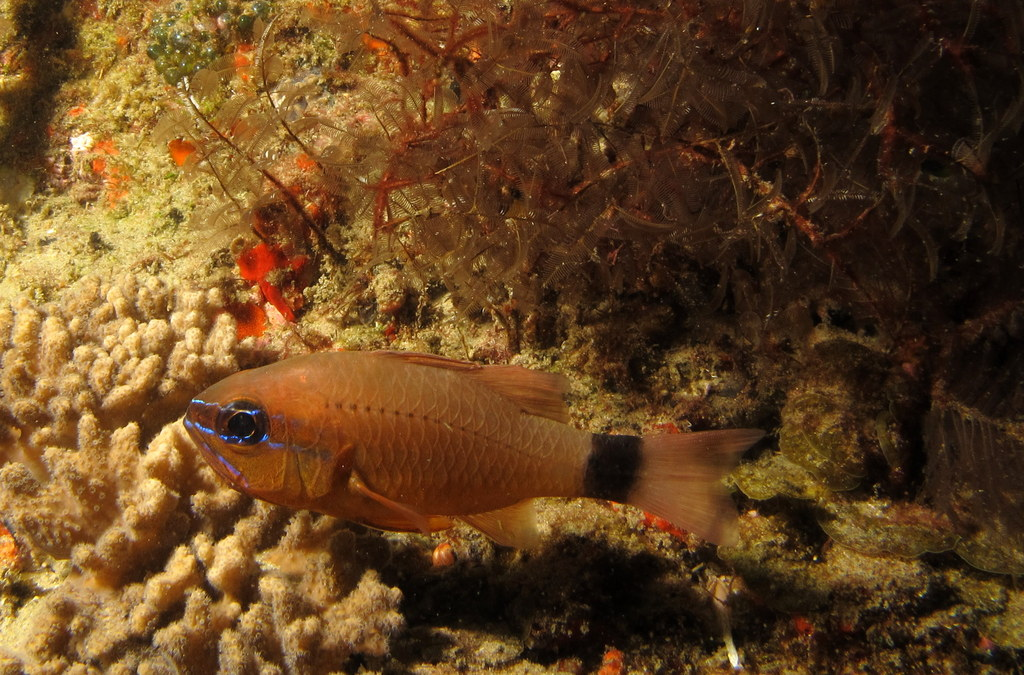
Ostorhinchus fleurieu
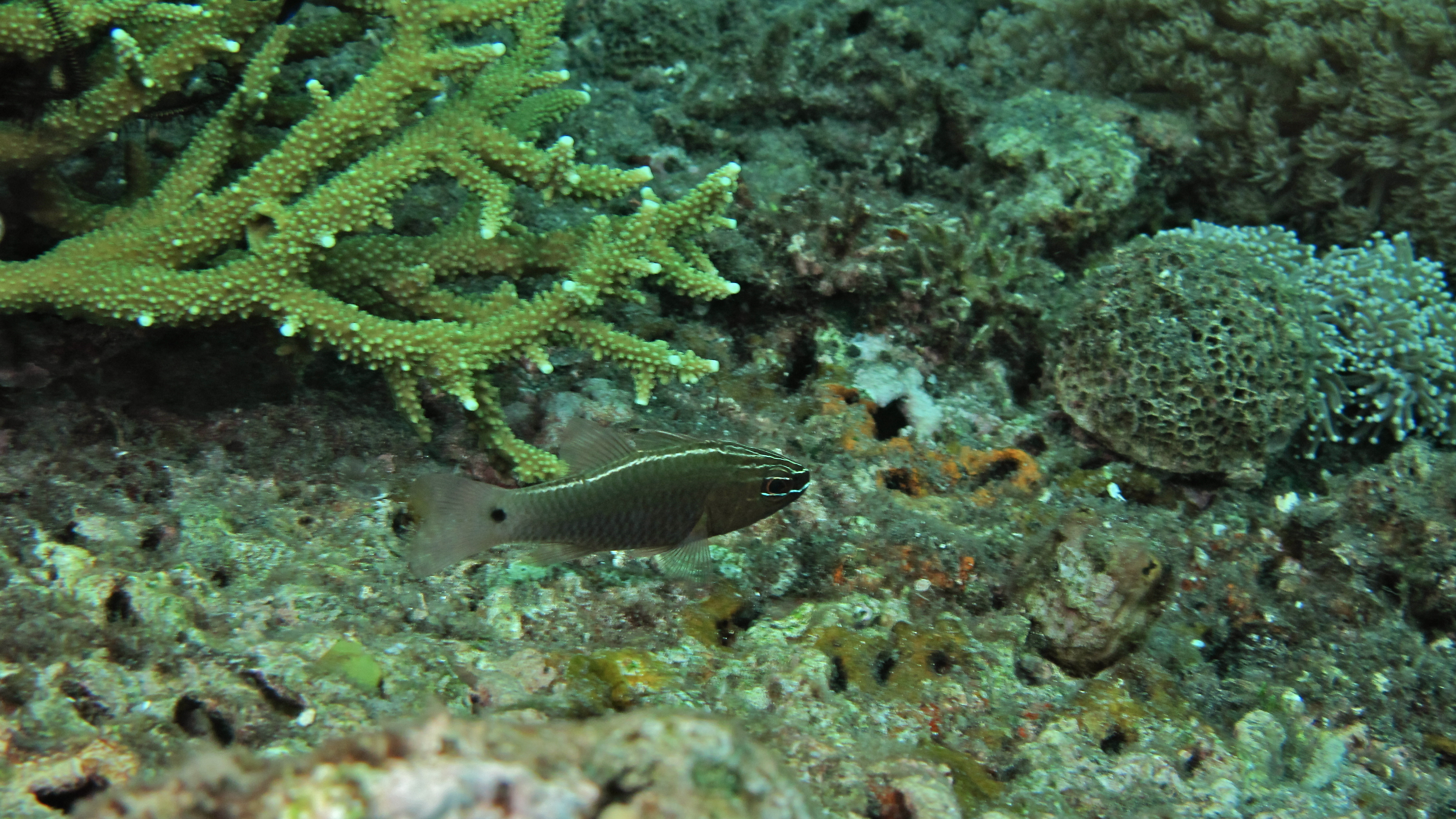
Ostorhinchus hartzfeldii
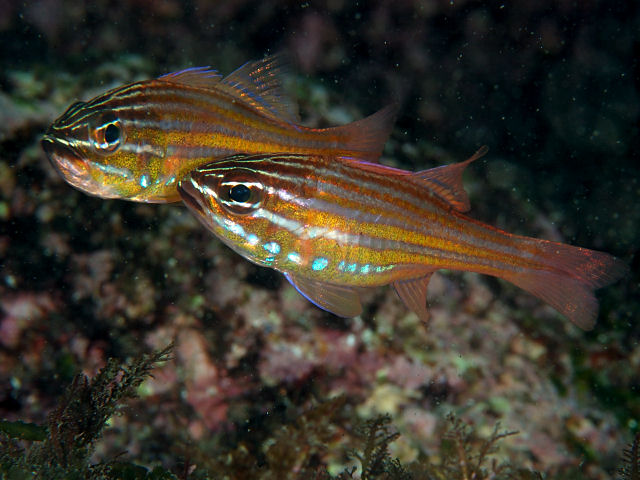
Ostorhinchus holotaenia
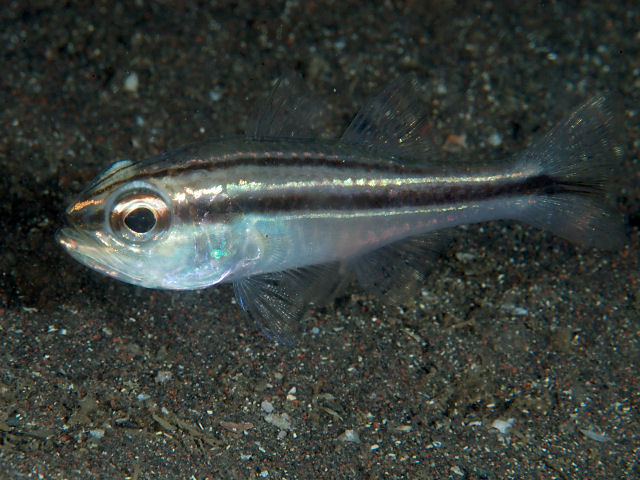
Ostorhinchus kiensis
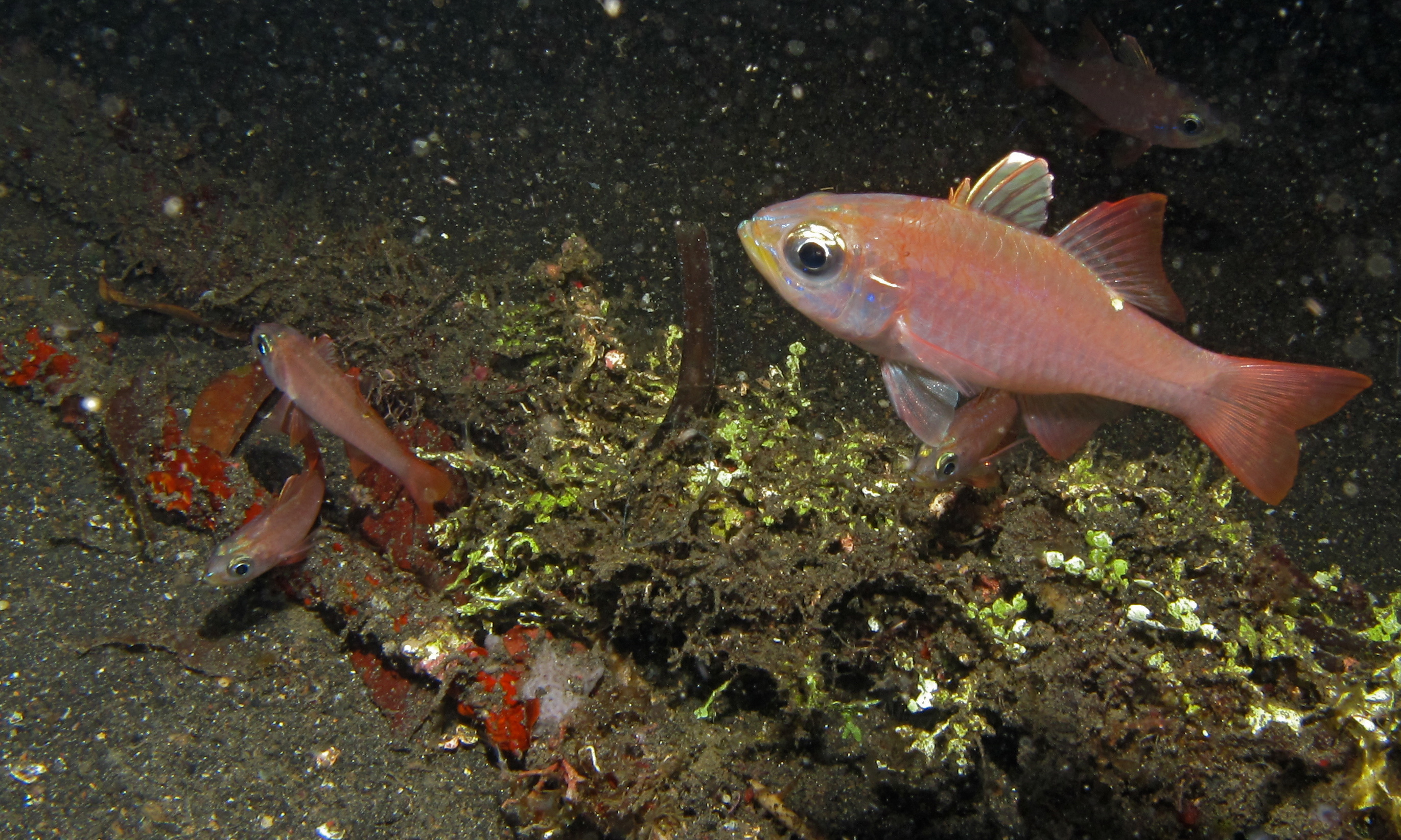
Ostorhinchus monospilus
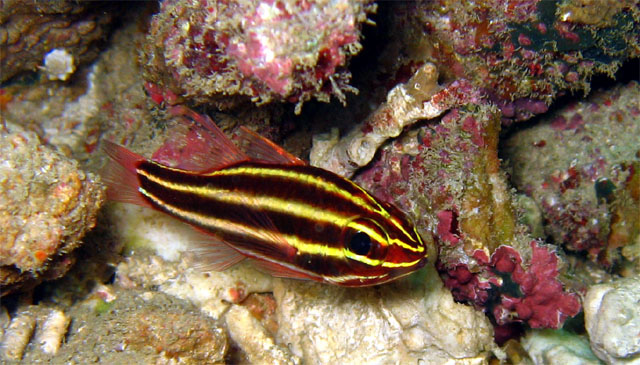
Ostorhinchus nigrofasciatus
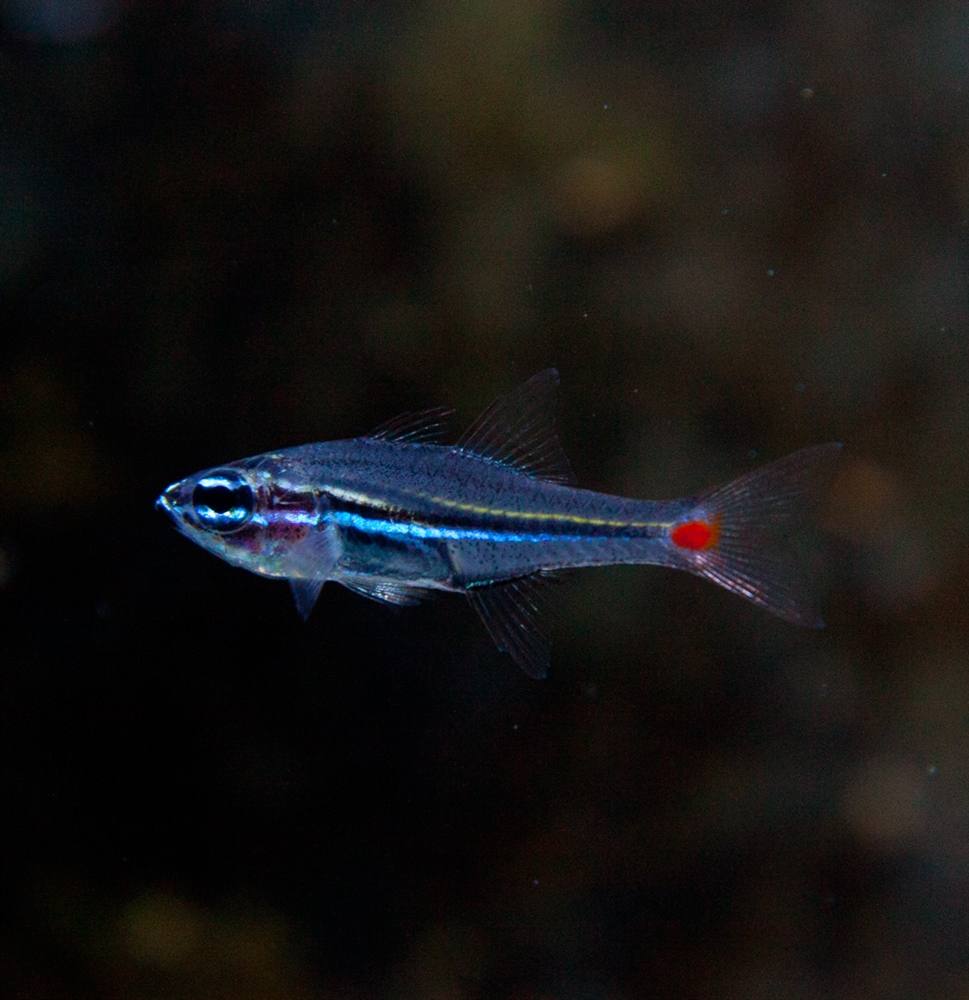
Ostorhinchus parvulus
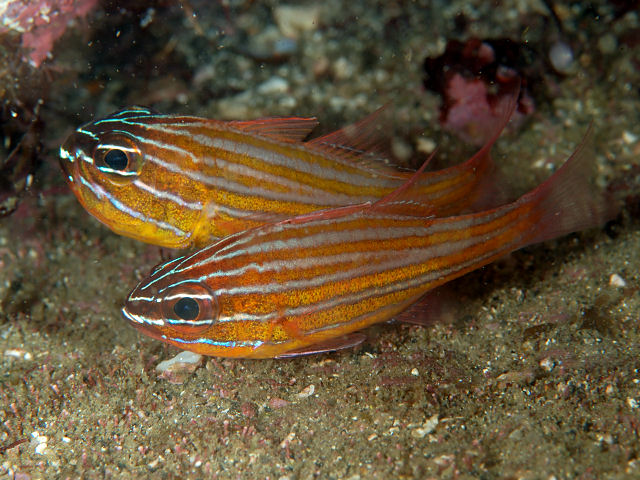
Ostorhinchus properuptus
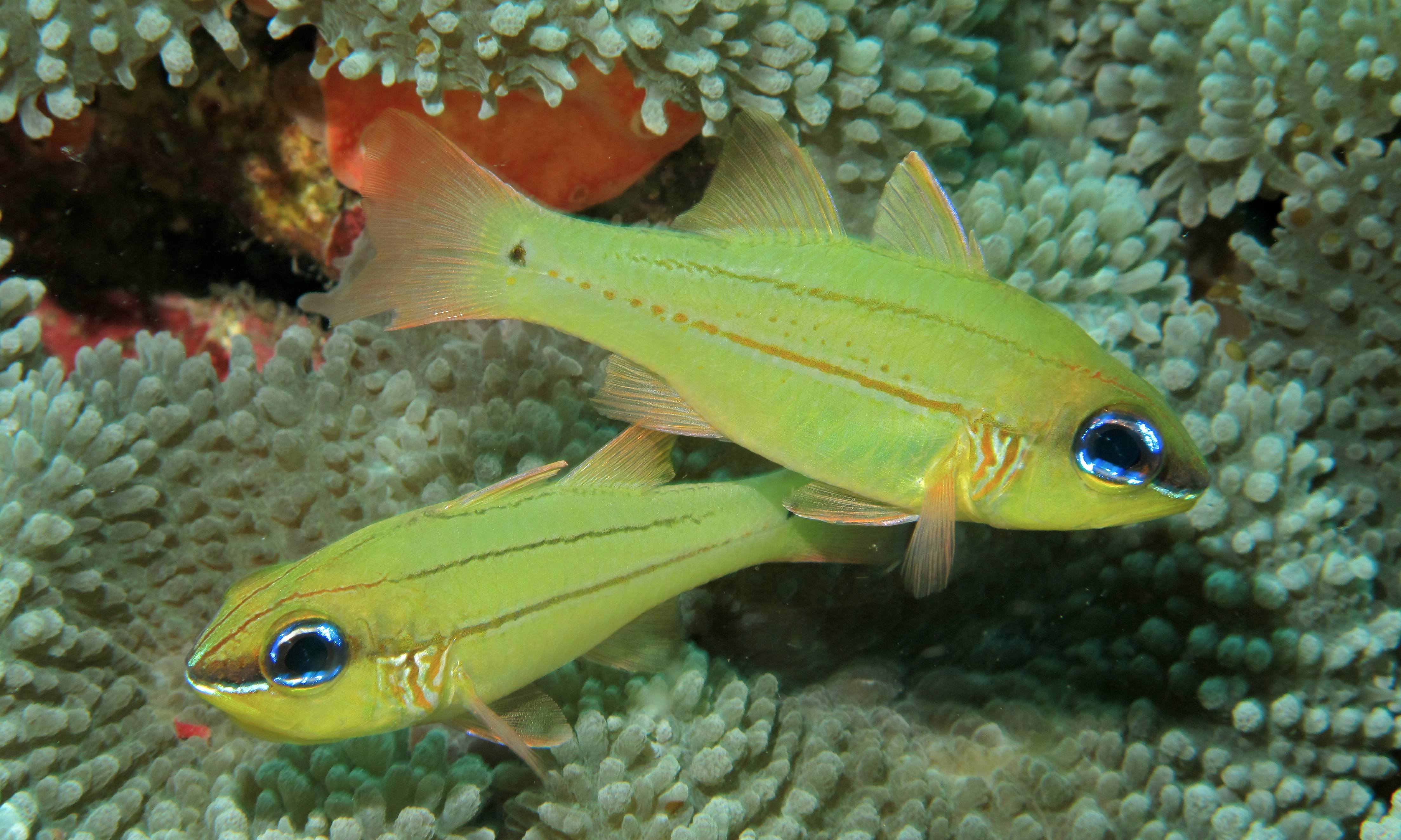
Ostorhinchus sealei
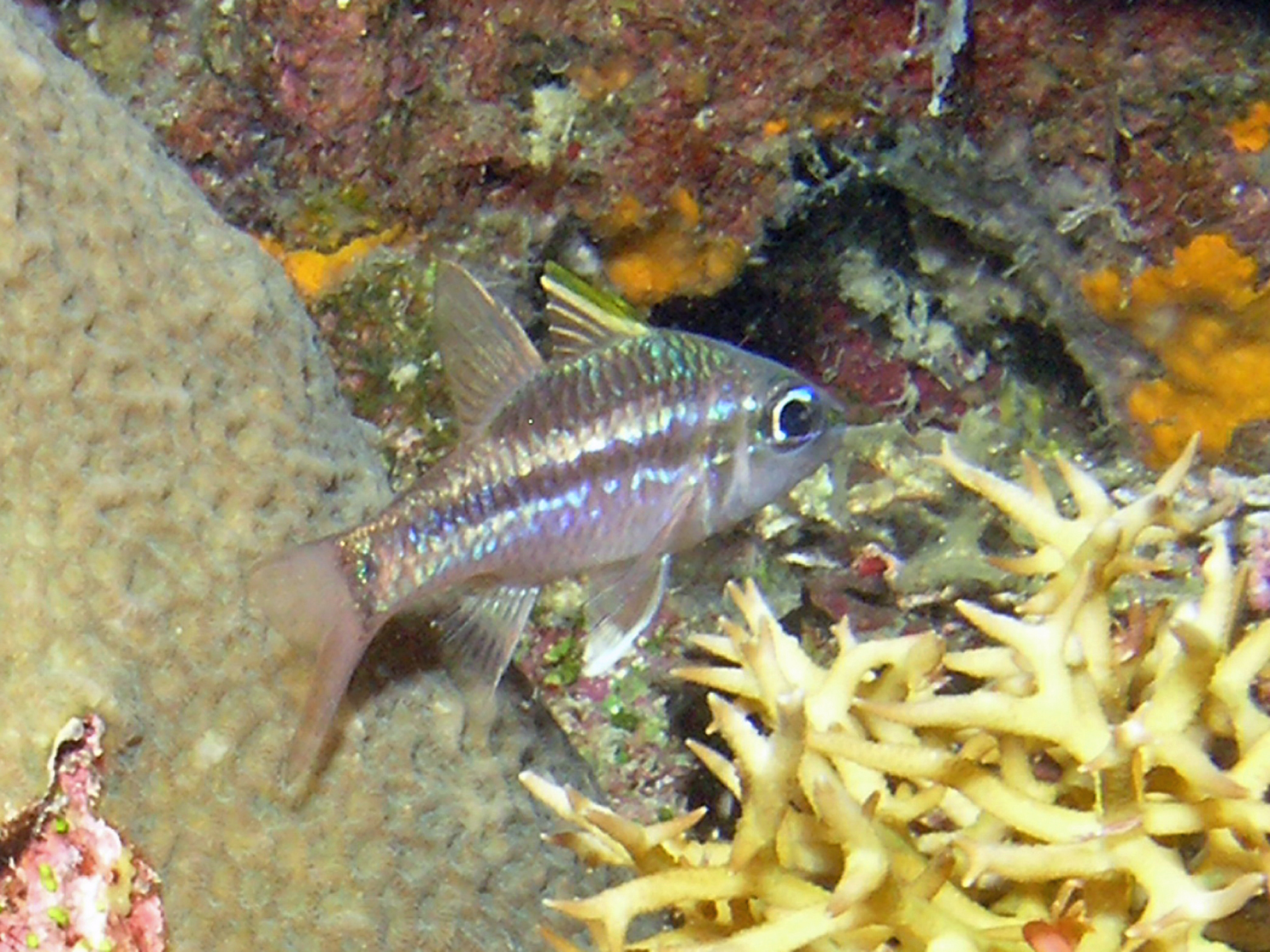
Ostorhinchus urostigma